# Lingua suyà
Il suyà (endonimo Kisêdjê) è una lingua della famiglia linguistica delle lingue gê parlata in Brasile.

## Classificazione
Il suyà è una delle lingue del sottogruppo delle lingue gè del Nord. È parlata dagli indigeni Amérindi Suyá e Tapayuna, che vivono nello stato brasiliano del Mato Grosso.